# Martin Schulz
Martin Schulz (Hehlrath, 20 december 1955) is een Duits politicus en voormalig partijleider van de sociaaldemocratische SPD. Hij was van 2012 tot 2017 voorzitter van het Europees Parlement. Daarvoor was hij vanaf de Europese Parlementsverkiezingen van 2004 fractievoorzitter van de Partij van de Europese Sociaaldemocraten. In 2014 vervulde hij deze functie korte tijd opnieuw. Van maart 2017 tot februari 2018 was hij partijleider van de SPD. Hij is lid van de Bondsdag.

## Leven en eerste jaren in de politiek
Na zijn middelbareschooltijd volgde Schulz een opleiding tot boekhandelaar. Van 1982 tot 1994 had hij een eigen boekhandel in Würselen bij Aken, Noordrijn-Westfalen. Schulz wilde als tiener profvoetballer worden, maar moest na een blessure hiervan afzien. Hij raakte aan alcohol verslaafd, kon echter later naar eigen zeggen dankzij familie en vrienden deze verslavingsfase overwinnen.
In 1974 werd Schulz lid van de SPD en engageerde zich bij de Jusos (Jonge Socialisten), de jongerenorganisatie van de SPD. In 1984 werd hij lid van de gemeenteraad van Würselen. Tussen 1987 en 1998 was hij daar burgemeester.

## Tijd in Straatsburg en Brussel

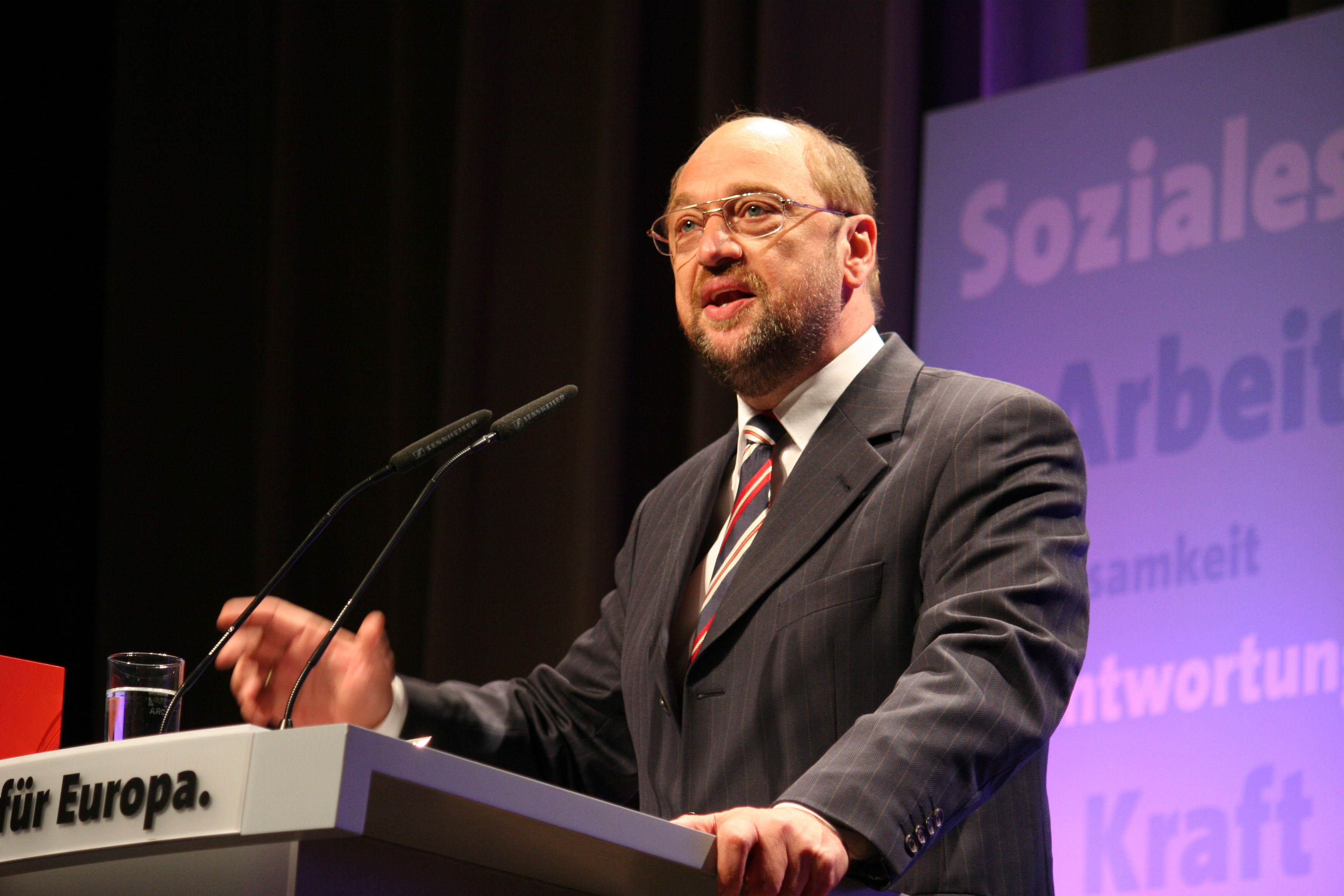
Schulz op een partijcongres in 2009 in Beieren

Lid van het Europees Parlement werd Martin Schulz in 1994. Van 2000 tot 2004 zat hij de Duitse groep binnen de socialistische fractie voor. Vanaf toen tot januari 2012 was hij voorzitter van de socialistische fractie (sinds 2009: Progressieve Alliantie).

### Voorzitter van het Europees Parlement
Op 17 januari 2012 werd Schulz gekozen tot de nieuwe voorzitter van het Europees Parlement als opvolger van Jerzy Buzek. Volgens enkele fracties in het Europees Parlement was dit vooral dankzij een deal tussen de Europese Volkspartij (EVP) en de Progressieve Alliantie van Socialisten en Democraten (S&D). De S&D steunde met het oog op de mogelijke schorsing van een lidstaat de artikel 7.1-procedure tegen Hongarije niet, in ruil voor de steun van de EVP en de S&D voor het voorzitterschap. De artikel 7.1-procedure zou een formele basis geweest zijn voor een debat met Viktor Orbán, minister-president van Hongarije.
Schulz was namens de socialisten kandidaat voor het voorzitterschap van de Europese Commissie voor de periode 2014-2019.
Op 28 mei 2014 maakte Schulz bekend dat hij op 18 juni 2014 zou opstappen als voorzitter van het parlement, omdat hij zich op die datum kandidaat zou stellen voor het fractievoorzitterschap van de S&D. Hij wilde in die hoedanigheid met andere fracties gaan onderhandelen over de formatie van een nieuwe Commissie. Hij werd op 18 juni 2014 verkozen tot fractievoorzitter. Hij stelde zich echter opnieuw kandidaat voor het parlementsvoorzitterschap en werd op 1 juli 2014 met een absolute meerderheid in de eerste ronde herkozen.
Schulz werd op 17 januari 2017 als voorzitter opgevolgd door Antonio Tajani. Op 10 februari 2017 trad hij af als lid van het Europees Parlement.

### Aanvaringen in het Europees parlement

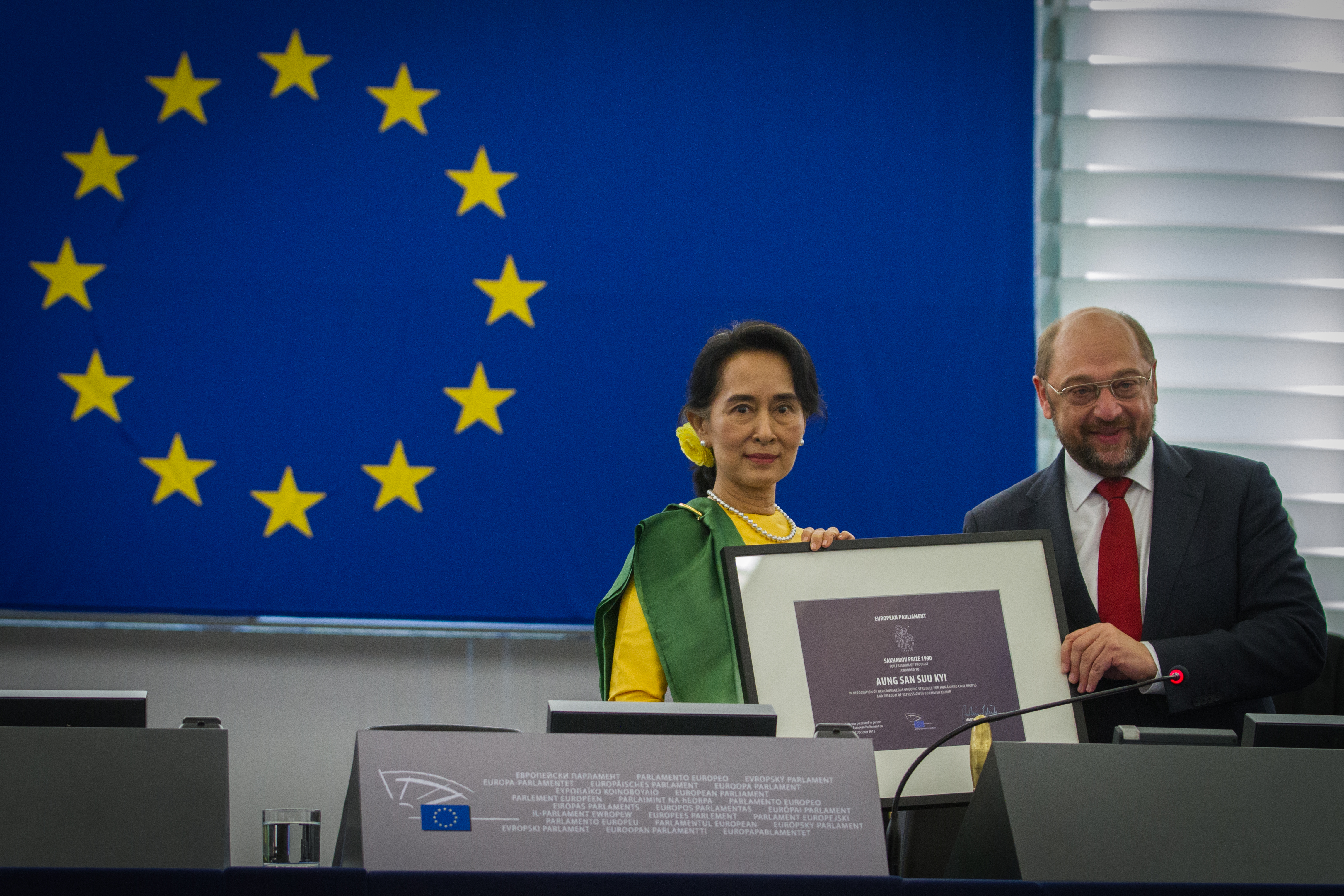
Als voorzitter van het parlement met Aung San Suu Kyi, in oktober 2013

Op 2 juli 2003 sprak Schulz de Italiaanse minister-president Silvio Berlusconi erop aan dat hij zowel minister-president als media-ondernemer was. Berlusconi antwoordde dat hij Schulz wel geschikt vond voor een rol als Kapo in een film over Duitse concentratiekampen. Berlusconi zei later dat hij dit 'als grapje' bedoeld had.
Op 24 november 2010 viel de Britse Europarlementariër Godfrey Bloom Schulz in de rede met de nationaalsocialistische propagandaspreuk "Ein Volk, ein Reich, ein Führer" en noemde Bloom Schulz een "ondemocratische fascist". Bloom werd daarop door de voorzitter van het Europees parlement, Jerzy Buzek, uit de zitting verwijderd. Hiertegen werd door de Nederlandse parlementariër Barry Madlener van de Partij voor de Vrijheid geprotesteerd, omdat Schulz zelf Daniël van der Stoep voor fascist had uitgemaakt en hiervoor niet uit de zitting was verwijderd.

## Kanselierskandidaat 2017

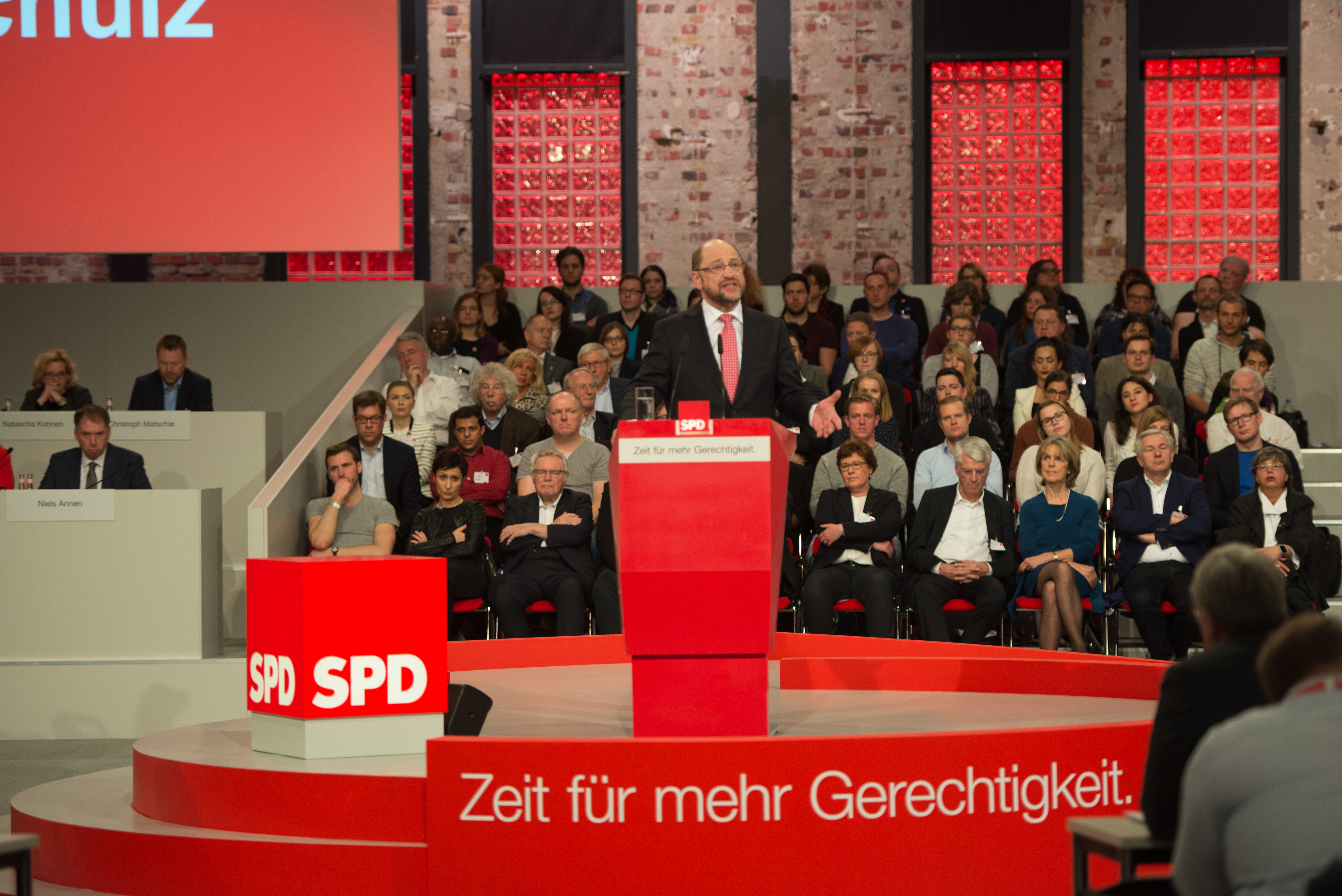
Op het partijcongres van 19 maart 2017 in Berlijn, waar hij tot voorzitter werd gekozen

De SPD is sinds 2013 coalitiepartner van de CDU/CSU onder kanselier Angela Merkel, waarin SPD-voorzitter Sigmar Gabriel minister van economie en vicekanselier (meer een eretitel dan een werkelijke functie) werd.  Omdat Gabriel slecht stond in de peilingen, was er lange tijd twijfel of hij in 2017 kanselierskandidaat wilde worden.
In november 2016 werd bekend dat SPD-minister van buitenlandse zaken Frank-Walter Steinmeier de nieuwe bondspresident zou worden. Rondom dezelfde tijd maakte Martin Schulz bekend dat hij zijn lidmaatschap van het Europese Parlement voor de politiek in Duitsland wilde inruilen. Schulz had begrepen dat hij zijn ambtstermijn als EU-parlementsvoorzitter niet zou kunnen verlengen (Schulz was nl. gekozen op basis van een afspraak met de christendemocraten dat hij slechts twee jaar lang zou presideren).

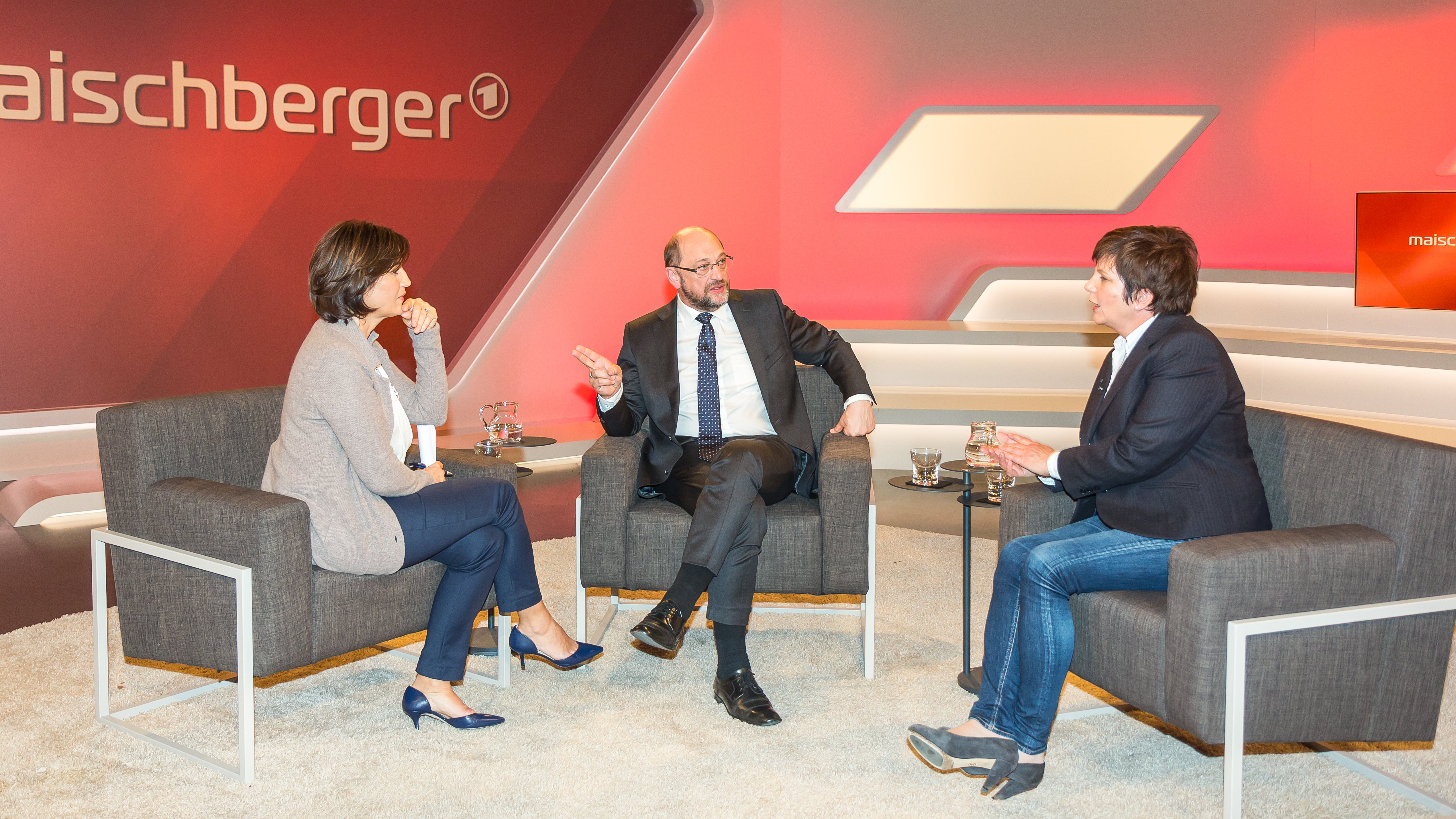
Schulz in mei 2017 bij een tv-interview in Keulen

Op 24 januari 2017 verkondigde Gabriel dat hij geen kanselierskandidaat wilde worden. Dit leidde tot een aantal verschuivingen binnen de SPD-fractie: 
- Op 29 januari 2017 werd Schulz door het bestuur van de SPD benoemd tot kanselierskandidaat voor de verkiezingen van het Duitse  parlement in september 2017. Op 19 maart 2017 werd hij bij een partijcongres unaniem gekozen als voorzitter van de SPD.[5]
- In januari nam vicekanselier Gabriel het ministerie van buitenlandse zaken over; Brigitte Zypries werd de nieuwe minister van economie (eerder parlementaire staatssecretaris van dat ministerie).
- Steinmeier verliet toen het kabinet en werd in februari door de bondsvergadering gekozen tot bondspresident. Hij was de gezamenlijke kandidaat van CDU/CSU en SPD, omdat de CDU geen eigen kandidaat kon of wilde vinden.

Partijvoorzitter Schulz werd dus geen lid van de regering. Dat kon als slimme zet werden gezien omdat Schulz beter de CDU/CSU-SPD-coalitie en het beleid van Merkel kon bekritiseren. Het betekende echter ook dat hij minder aandacht in de pers kreeg dan een minister bijvoorbeeld van buitenlandse zaken.

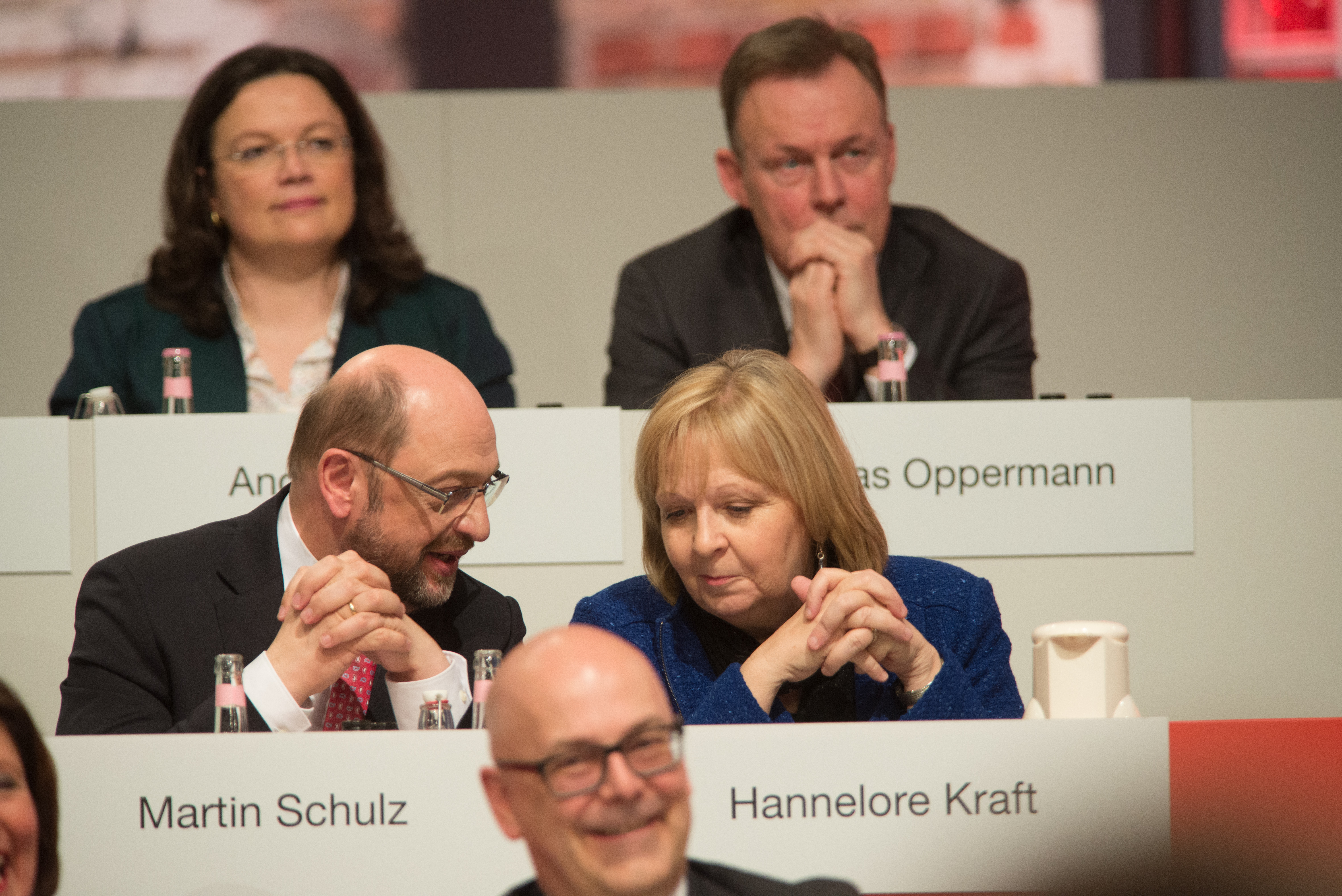
In maart 2017 op het partijcongres: Schulz met Hannelore Kraft, toen nog minister-president van Noordrijn-Westfalen

Als zwak punt van Martin Schulz werd soms gezien dat hij nooit minister is geweest en lange tijd buiten Duitsland heeft gewerkt. Schulz antwoordde daarop dat ook een burgemeester een soort regeringsleider is en dat alle problemen in de politiek uiteindelijk de weg naar het stadhuis vinden. Een ander probleem van Schulz is de verdenking dat hij na de bondsdagverkiezingen een coalitie van SPD, Groenen en Die Linke zou overwegen. Veel kiezers van de meer gematigde vleugel binnen de SPD keuren Die Linke als radicale partij af.

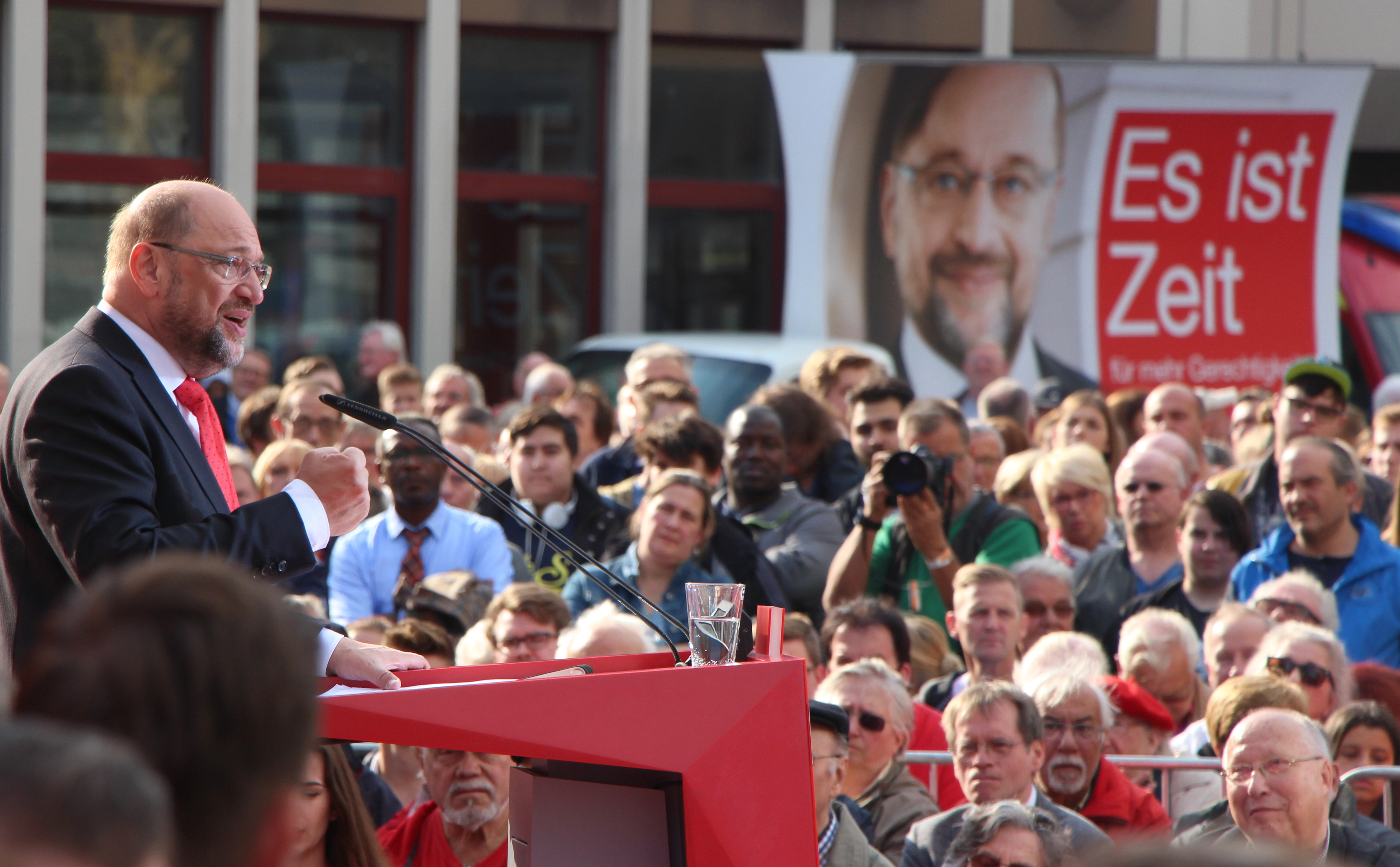
Op een verkiezingsevent in Gelsenkirchen, 20 september 2017

In januari en februari 2017 boekten Schulz en de SPD plotsklaps grote winst in de peilingen; Schulz als nieuwkomer deed het bijna even goed of zelfs beter dan Merkel. Echter, deze opleving bleek een kortstondig verschijnsel te zijn (de "Schulz-Hype"). Bij drie deelstaatverkiezingen enkele maanden later leed de SPD namelijk aanzienlijk verlies: 
- In maart in het Saarland, al bleef de coalitie van CDU en SPD bestaan.
- In mei in Sleeswijk-Holstein: de coalitie van SPD en Groenen werd verslagen. De nieuwe regering daar wordt gesteund door CDU, Groenen en FDP.
- Ook in mei in Noordrijn-Westfalen, de grootste deelstaat van Duitsland: de coalitie van SPD en Groenen verliest, CDU en FDP nemen de macht over.

Bij deze drie deelstaatverkiezingen verloor de SPD zetels. De grootste klap kregen de sociaaldemocraten in Noordrijn-Westfalen, waar de SPD van 39,1 procent naar 31,2 procent terugviel. Schulz had aangekondigd dat als de SPD in NRW wint hij ook bondskanselier zal worden.
Bij de uiteindelijke Bondsdagverkiezingen in september 2017 behaalden Schulz' sociaaldemocraten het laagste percentage stemmen sinds 1891. De radiozenderDeutschlandfunk benoemde het dilemma van Schulz: hij moest zijn politieke tegenstanders van CDU/CSU aanvallen, terwijl zijn partij vier jaar met hen had samen geregeerd. Bovendien loochenen Merkel en Schulz niet dat ze elkaar waarderen en respecteren. Verder kaart Schulz voortdurend het onderwerp sociale gerechtigheid aan, maar is niet concreet genoeg met zijn voorstellen over binnenlandse zaken.
Nadat de onderhandelingen over een Jamaica-coalitie zonder SPD-deelname waren mislukt, werd toch opnieuw een Groko gevormd tussen CDU/CSU en SPD. Hoewel Schulz de coalitieonderhandelingen namens de SPD voerde, nam hij geen plaats in het nieuwe kabinet. Hij had eerder ook al aangekondigd om terug te treden als partijleider. Op 13 februari 2018 trad hij af als partijleider van de SPD en werd opgevolgd door Andrea Nahles. Sinds zijn aftreden is Schulz alleen nog lid van de Bondsdag.

## Kritiek
In september 2012 kwam Schulz onder vuur te liggen omdat hij de inhoud en de verspreiding van de omstreden anti-islam film Innocence of Muslims scherp had veroordeeld en daarbij onvoldoende voor de vrijheid van meningsuiting zou zijn opgekomen.
Tijdens de plenaire behandeling van de kwijting van het Europees Parlement over het jaar 2012 werd Schulz ervan beschuldigd zijn macht als voorzitter te misbruiken. Zo heeft hij nadat het parlement een rapport over het budget had goedgekeurd een paragraaf laten schrappen. In die paragraaf werd kritiek geleverd op het feit dat hij het werk van de commissie voor de begrotingscontrole vertraagde door informatie over het fraudeonderzoek rondom oud-commissaris John Dalli achter te houden. Schulz zou twee maanden lang hebben verzwegen dat de commissie was uitgenodigd om te getuigen in een Belgische rechtszaak waarin Dalli en hooggeplaatste ambtenaren van de Commissie betrokken zijn. Leden van deze commissie beklaagden zich tijdens de behandeling ook over het feit dat Schulz het personeel dat hem als voorzitter ter beschikking staat gebruikt in zijn campagne om voorzitter van de Commissie te worden. Hij zou in zijn verslagen onvoldoende duidelijk maken welke uitgaven verband houden met zijn voorzitterschap en welke uitgaven zijn gedaan in het kader van die campagne. Bovendien zou hij ten minste vijf van zijn medewerkers een positie als directeur of directeur-generaal in het vooruitzicht hebben gesteld.
Uiteindelijk stemden 431 leden voor uitstel van de stemmingen over de kwijting (tegenover 154 tegen en 13 onthouden). 399 leden riepen Schulz op zijn functie zelf neer te leggen. Daniël van der Stoep stelde zijn collega's in een open brief voor om de voorzitter bij de eerstvolgende plenaire vergadering af te zetten. Aan deze oproep werd geen gehoor gegeven. Op 16 april 2014 nam het parlement de kwijting, met daarin felle kritiek op Schulz als voorzitter, alsnog met grote meerderheid aan. Alleen S&D stemde tegen.

## Prijs
Hemelvaartsdag 2015 werd hem de Internationale Karelsprijs Aken uitgereikt.